# Die Köbris
Anja Kömmerling (* 1965 in München, geb. Goller) und Thomas Brinx (* 1963 in Wesel) sind deutsche Autoren für Fernsehen, Kino, Radio und Buch. Seit 1987 schreiben sie als Autorenduo unter den Namen Brinx/Kömmerling und Die Köbris.

## Wirken
Anja Kömmerling veröffentlichte unter ihrem Geburtsnamen Anja Goller im Jahre 1991 das Buch Was kommt vor im Ofenrohr?, auf dessen Basis im Jahr zuvor eine Produktion der Augsburger Puppenkiste erschienen war.
Brinx und Kömmerling schreiben vielfach für Kinder- und Jugendformate, Märchenreihen u. Ä. Neben ihrer Arbeit für die Formate Ohrenbär, Siebenstein, Löwenzahn, Käpt’n Blaubär haben sie u. a. diverse Folgen der Filmreihe Krimi.de verfasst, die unter anderem mit dem Robert-Geisendörfer-Preis, dem Erich-Kästner-Fernsehpreis und dem Emil ausgezeichnet wurden. Sie haben die Drehbücher für die Märchenfilme der ARD König Drosselbart, Die Gänsemagd, Das blaue Licht und Rotkäppchen geschrieben.
Sie sind Mitautoren der Buchreihe Freche Mädchen – freche Bücher und diverser Jugendbücher, etwa Neumond, das mit der Segeberger Feder ausgezeichnet wurde. 2015 erschien der Film Winnetous Sohn nach ihrem Drehbuch.

## Filmografie (Auswahl)
- 2003: Schwer verknallt
- 2008: König Drosselbart
- 2009: Die Gänsemagd
- 2010: Das blaue Licht
- 2012: Rotkäppchen
- 2013: Die goldene Gans
- 2014: Siebenschön
- 2014: Die Schneekönigin
- 2015: Winnetous Sohn
- 2016: Das Schlaraffenland
- 2017: Der Schweinehirt
- 2017: Der Zauberlehrling
- 2018: Der süße Brei
- 2018: Die Galoschen des Glücks
- 2022: Zitterinchen
- 2022: Weckschreck

## Auszeichnungen (Auswahl)
- 2009: Robert-Geisendörfer-Preis für König Drosselbart in der Kategorie Kinderfernsehpreis
- 2012: Robert-Geisendörfer-Preis für Krimi.de – Eigentor in der Kategorie Kinderfernsehpreis